# Cestîni, Kameanka-Buzka
Cestîni (în ucraineană Честині) este un sat în comuna Velîke Kolodno din raionul Kameanka-Buzka, regiunea Liov, Ucraina.

## Demografie
Componența lingvistică a localității Cestîni
     Ucraineană (99,74%)
     Alte limbi (0,26%)
Conform recensământului din 2001, majoritatea populației localității Cestîni era vorbitoare de ucraineană (99,74%), existând în minoritate și vorbitori de alte limbi.